# 拉包爾火山

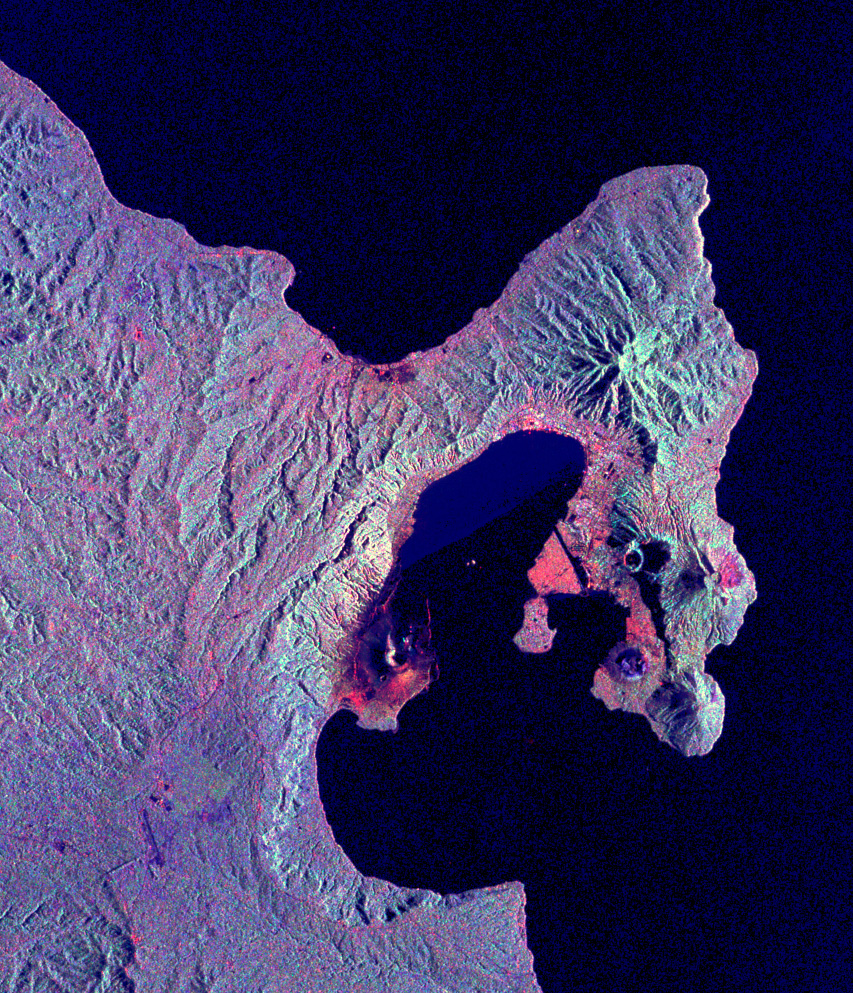
拉包爾火山衛星圖片

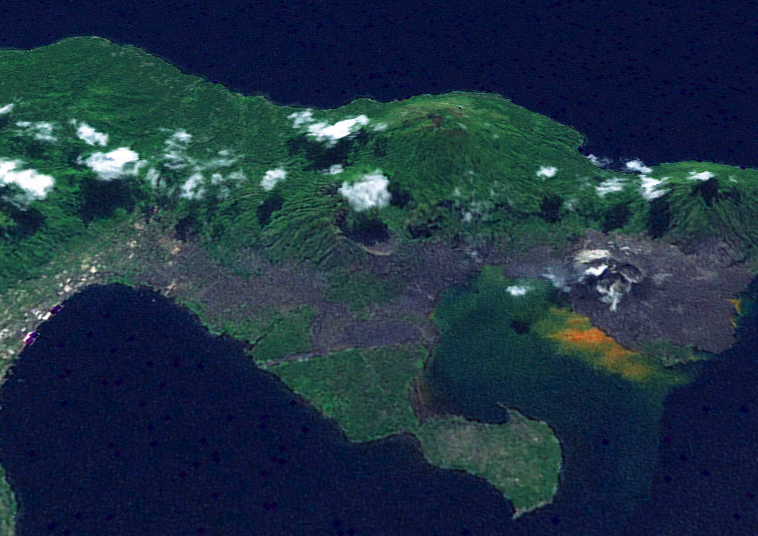
塔烏魯火山

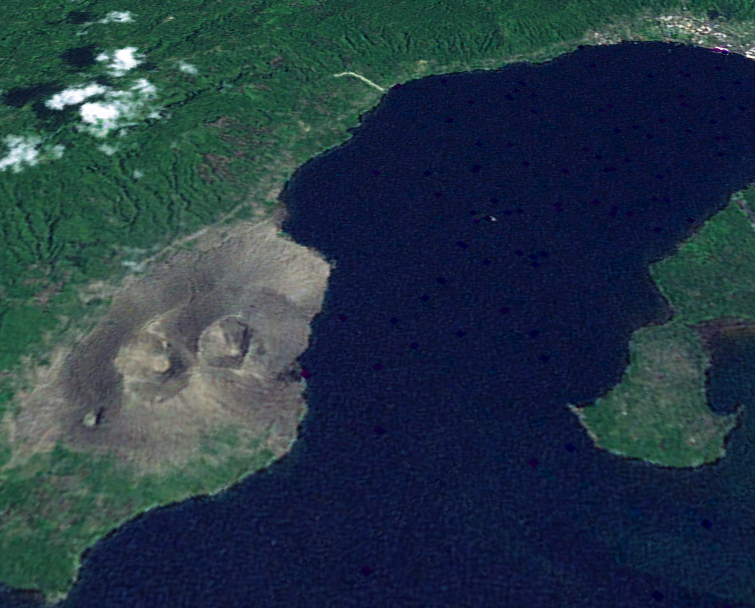
沃尔坎火山

拉包爾火山是巴布亞新幾內亞的大型火山，位於東新不列顛省，名稱取自火山口內的城鎮拉包爾，最高的峰頂海拔高度688米。它的次火山通道塔烏魯火山有活躍的活動，持續噴出火山灰。1994年，塔烏魯火山和鄰近的沃尔坎火山爆發，摧毀城鎮拉包爾，造成5人死亡。